# 葵さくら
葵 さくら（あおい さくら、1989年10月3日 - ）は、日本のグラビアアイドルである。マークスプラス所属。

## 人物
- 趣味はアロマキャンドル、油絵、コスプレ。
- 特技はJAZZヴォーカル、フットサル。
- 好きなマンガは新世紀エヴァンゲリオン、銀魂、とらドラ!。
- エンタ!371で3月第3週アクセスランキング第1位を獲得した。[1]

## 出演

### テレビ
- 超最先端エンタメ情報番組 TOKYOブレイクする〜!（2008年10月2日、BS11）

### Vシネマ
- ハイパーセクシーヒロイン 特捜スピリチュアル忍者HIKARU（2009年1月23日、ZENピクチャーズ） - 主演

### その他
- SHORT LEG SUMMER 5th single 『うやむやにしちまえ！』（2009年3月11日、avex trax） - ジャケット

## 作品

### DVD
- 解禁少女 葵さくら（2008年7月18日、日本メディアサプライ）
- 素人着エロ娘 りこちゃん 19才 見習い看護婦（2008年9月5日、EX写女）　※「りこ」名義
- 葵さくら 美少女の限界露出（2008年12月19日、ROOM18）
- アオイカジツ（2009年2月13日、アストロシステムジャパン）
- タレント未満 オモテとウラ（2009年3月1日、未満）　※「SAKURA」名義
- MAIN COLOR (2009年7月31日、V.O.C)
- 恍惚美女 〜天真爛漫☆KAWAII〜 (2009年9月25日、日本メディアサプライ）
- pg 葵さくら sakura aoi（2009年11月25日、ターンテーブル）
- ギリグラ！センチュリオン 葵さくら（2010年3月11日、バグース【BAGUS】）
- ギリグラ！！ 秘宝館 葵さくら（2010年5月20日、バグース【BAGUS】）